# Abstraktna algebra
Abstraktna algebra (tudi višja algebra) je matematična disciplina, ki se ukvarja z algebrskimi strukturami kot so: grupoidi, kolobarji, obsegi, moduli, vektorski prostori in algebre. Večina avtorjev danes uporablja namesto izraza abstraktna algebra kar algebra.
Izraz abstraktna algebra se nanaša na raziskovanje algebrskih struktur, za razliko od elementarne algebre, ki je relativno osnovna oblika algebre in obravnava pravila za reševanje enačb in preoblikovanje algebrskih izrazov, kjer nastopajo realna in kompleksna števila in neznanke. Elementarna algebra je obravnavanje struktur kot sta realni obseg in komutativna algebra.